# Vanessa Rousso
Vanessa Ashley Rousso (White Plains, Nova Iorque, 5 de fevereiro de 1983) é uma jogadora de pôquer profissional, membro do Team PokerStars Pro. Ela tem dupla nacionalidade, estadunidense e francesa.